# Nesle-la-Reposte
Pour les articles homonymes, voir Nesle (homonymie).
Nesle-la-Reposte est une commune française située dans le département de la Marne, en région Grand Est.

## Géographie

### Communes limitrophes
Les communes limitrophes sont Villenauxe-la-Grande, Bethon, Bouchy-Saint-Genest, Les Essarts-le-Vicomte, La Forestière, Montgenost et Louan-Villegruis-Fontaine.
| Bouchy-Saint-Genest       | Les Essarts-le-Vicomte | La Forestière |
| Louan-Villegruis-Fontaine | Nesle-la-Reposte       | Bethon        |
|                           | Villenauxe-la-Grande   | Montgenost    |

### Hydrographie

#### Réseau hydrographique
La commune est dans la région hydrographique « la Seine de sa source au confluent de l'Oise (exclu) » au sein du bassin Seine-Normandie. Elle est drainée par l'Aubetin, la Noxe,.
L'Aubetin, d'une longueur de 61 km, prend sa source dans la commune de Louan-Villegruis-Fontaine et se jette  dans le Grand Morin à Pommeuse, après avoir traversé 15 communes. 

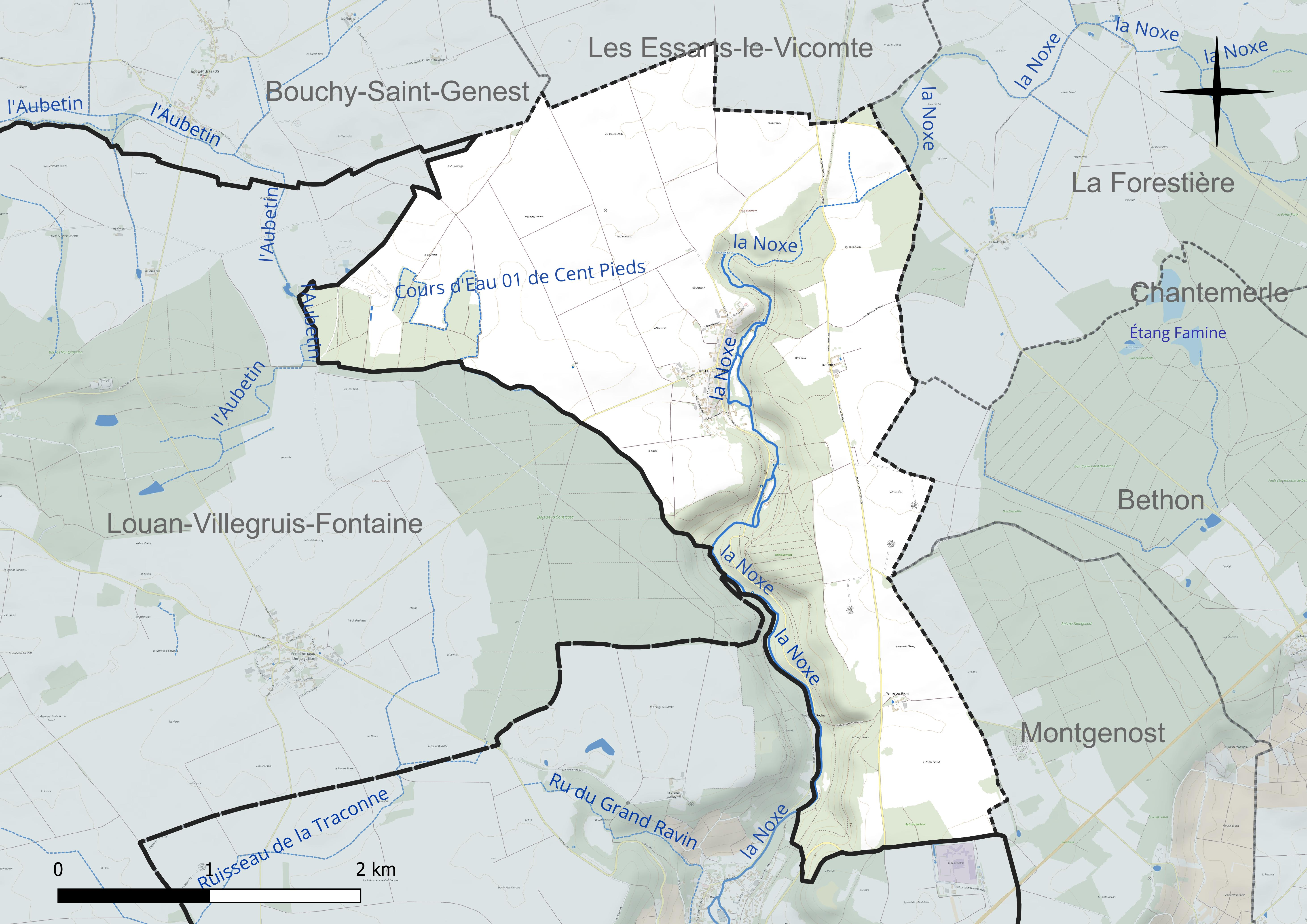
Réseau hydrographique de Nesle-la-Reposte.

La Noxe, d'une longueur de 33 km, prend sa source dans la commune de Le Meix-Saint-Epoing et se jette  dans la Seine à Nogent-sur-Seine, après avoir traversé huit communes. 

#### Gestion et qualité des eaux
Le territoire communal est couvert par le schéma d'aménagement et de gestion des eaux (SAGE) « Bassée Voulzie ». Ce document de planification concerne le territoire du bassin versant de l'Armançon qui s’étend sur 1 710 km2 et se répartit sur trois départements (l'Aube, l'Yonne et la Marne). Le périmètre a été rrêté le 2 septembre 2016, le diagnostic  a été validé le 29 novembre 20220. La structure porteuse de l'élaboration et de la mise en œuvre est le Syndicat mixte ouvert de l’eau potable, de l’assainissement collectif, de l’assainissement non collectif, des milieux aquatiques et de la démoustication (SDDEA). 
La qualité des cours d’eau peut être consultée sur un site dédié géré par les agences de l’eau et l’Agence française pour la biodiversité. 

### Climat
Pour des articles plus généraux, voir Climat du Grand Est et Climat de la Marne.
En 2010, le climat de la commune est de type climat océanique dégradé des plaines du Centre et du Nord, selon une étude du Centre national de la recherche scientifique s'appuyant sur une série de données couvrant la période 1971-2000. En 2020, Météo-France publie une typologie des climats de la France métropolitaine dans laquelle la commune est exposée à un climat océanique altéré et est dans la région climatique  Nord-est du bassin Parisien, caractérisée par un ensoleillement médiocre, une pluviométrie moyenne régulièrement répartie au cours de l’année et un hiver froid (3 °C). 
Pour la période 1971-2000, la température annuelle moyenne est de 10,2 °C, avec une amplitude thermique annuelle de 15,3 °C. Le cumul annuel moyen de précipitations est de 779 mm, avec 12,2 jours de précipitations en janvier et 8 jours en juillet. Pour la période 1991-2020, la température moyenne annuelle observée sur la station météorologique de Météo-France la plus proche, « Esternay-Man », sur la commune d'Esternay à 11 km à vol d'oiseau, est de 10,9 °C et le cumul annuel moyen de précipitations est de 780,5 mm. 
La température maximale relevée sur cette station est de 42,5 °C, atteinte le 25 juillet 2019 ; la température minimale est de −25 °C, atteinte le 14 février 1956,,. 
Les paramètres climatiques de la commune ont été estimés pour le milieu du siècle (2041-2070) selon différents scénarios d'émission de gaz à effet de serre à partir des nouvelles projections climatiques de référence DRIAS-2020. Ils sont consultables sur un site dédié publié par Météo-France en novembre 2022.

## Urbanisme

### Typologie
Au 1er janvier 2024, Nesle-la-Reposte est catégorisée commune rurale à habitat dispersé, selon la nouvelle grille communale de densité à sept niveaux définie par l'Insee en 2022.
Elle est située hors unité urbaine et hors attraction des villes,.

### Occupation des sols
L'occupation des sols de la commune, telle qu'elle ressort de la base de données européenne d’occupation biophysique des sols Corine Land Cover (CLC), est marquée par l'importance des territoires agricoles (68,6 % en 2018), une proportion sensiblement équivalente à celle de 1990 (68 %). La répartition détaillée en 2018 est la suivante : 
terres arables (68,6 %), forêts (28,8 %), zones urbanisées (2,6 %). L'évolution de l’occupation des sols de la commune et de ses infrastructures peut être observée sur les différentes représentations cartographiques du territoire : la carte de Cassini (XVIIIe siècle), la carte d'état-major (1820-1866) et les cartes ou photos aériennes de l'IGN pour la période actuelle (1950 à aujourd'hui).

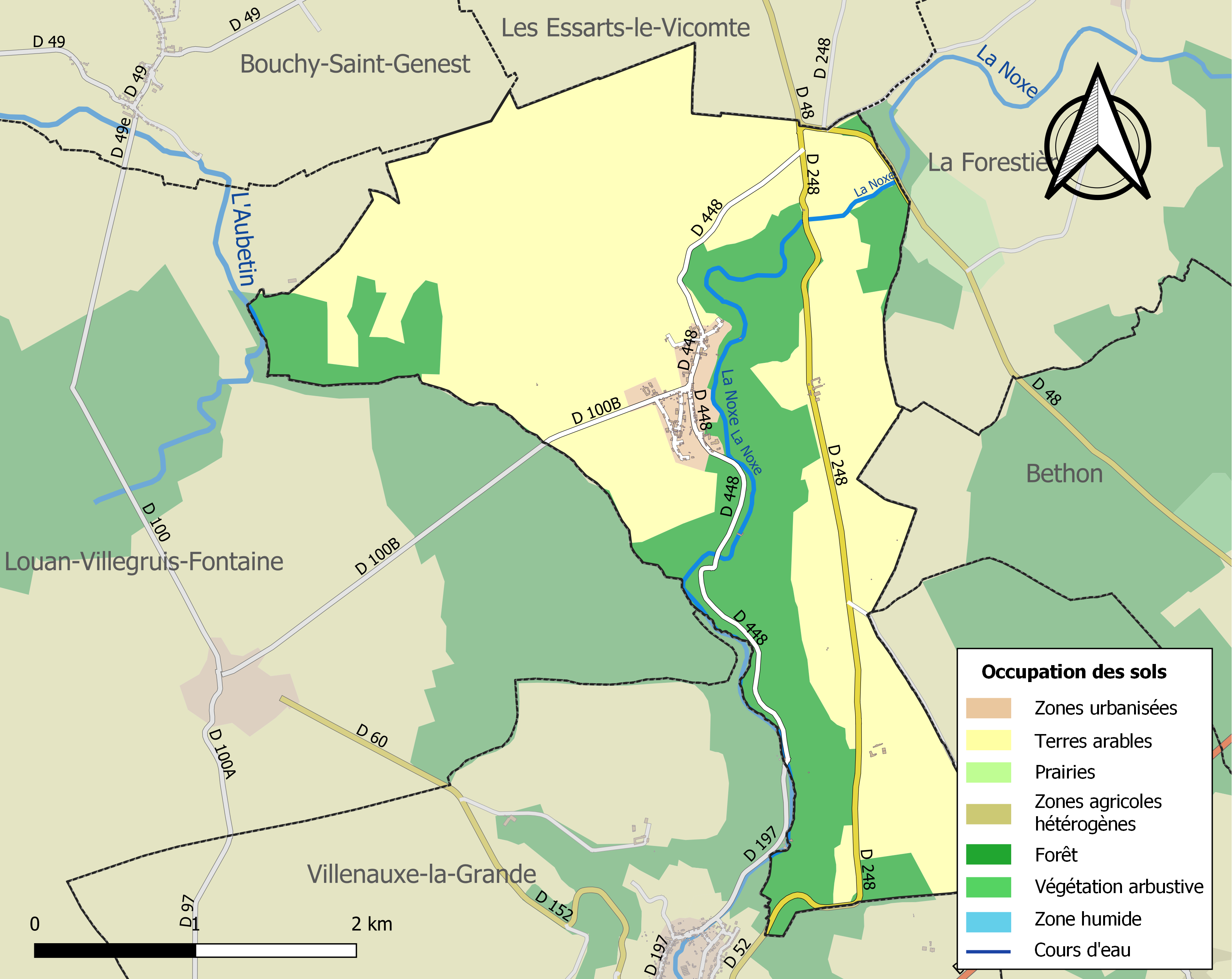
Carte des infrastructures et de l'occupation des sols de la commune en 2018 (CLC).

## Toponymie
Le nom de la localité est attesté sous les formes « Monasterium quod vocatur Nigella quod est situm in pago Mauripense », super fluvium Balbucia, construc… (841) ; Neelle (1226) ; Neele (1256-1270) ; Nigella Abscondita (1301) ; Neelle-la-Reposte (1306) ; Neelle-la-Repote (1371) ; Neesle, Neelles (1524) ; Nesle-le-Repos (1759) ; Nesles ou Fontaine-de-Nesles, Nigella Abscondita ou Reposita (1784).

Nesle: Toponyme gaulois composé de *novio (« neuf, nouveau » → voir Noyon) et *ialo- (« clairière, lieu défriché, essart » → voir Noyelles, Neuilly et Noailles). Signification « nouveau lieu défriché ».
-la-Reposte : du latin repostus, « déposé », de reponere, de re, et ponere, « poser » en faisant allusion à l'Abbaye de Nesle, ancien monastère, où l'hôtelier (hostiliarius, hospitalerius), était chargé d'accueillir les hôtes de passage, spécialement les « frères dans la foi » et pèlerins et leur propose, si besoin il y a, de se laver les mains, manger, boire, se reposer.

## Histoire
Les communes de Villenauxe-la-Grande, dans l'Aube, et de Nesle-la-Reposte, dans la Marne, ont émis le souhait de fusionner sous le régime de la commune nouvelle, mais cette éventualité a été rejetée par la population en 2015.

## Politique et administration
| Période                                  | Période                      | Identité             | Étiquette | Qualité     |
| ---------------------------------------- | ---------------------------- | -------------------- | --------- | ----------- |
| Les données manquantes sont à compléter. |                              |                      |           |             |
|                                          |                              | Constant Mirat       |           |             |
|                                          |                              | Paul Martin          |           | Agriculteur |
| Les données manquantes sont à compléter. |                              |                      |           |             |
| 2001                                     | 2014                         | Ghislain Legras      |           |             |
| 2014                                     | En cours (au 4 juillet 2014) | Jean-Pierre Le Corre |           |             |

## Démographie
L'évolution du nombre d'habitants est connue à travers les recensements de la population effectués dans la commune depuis 1793. Pour les communes de moins de 10 000 habitants, une enquête de recensement portant sur toute la population est réalisée tous les cinq ans, les populations de référence des années intermédiaires étant quant à elles estimées par interpolation ou extrapolation. Pour la commune, le premier recensement exhaustif entrant dans le cadre du nouveau dispositif a été réalisé en 2005.

En 2022, la commune comptait 91 habitants, en évolution de −11,65 % par rapport à 2016 (Marne : −1,19 %, France hors Mayotte : +2,11 %).
| 1793 | 1800 | 1806 | 1821 | 1831 | 1836 | 1841 | 1846 | 1851 |
| ---- | ---- | ---- | ---- | ---- | ---- | ---- | ---- | ---- |
| 160  | 220  | 218  | 163  | 250  | 289  | 287  | 300  | 275  |

| 1856 | 1861 | 1866 | 1872 | 1876 | 1881 | 1886 | 1891 | 1896 |
| ---- | ---- | ---- | ---- | ---- | ---- | ---- | ---- | ---- |
| 279  | 297  | 303  | 294  | 309  | 288  | 305  | 284  | 268  |

| 1901 | 1906 | 1911 | 1921 | 1926 | 1931 | 1936 | 1946 | 1954 |
| ---- | ---- | ---- | ---- | ---- | ---- | ---- | ---- | ---- |
| 231  | 225  | 232  | 243  | 202  | 193  | 184  | 170  | 176  |

| 1962 | 1968 | 1975 | 1982 | 1990 | 1999 | 2005 | 2006 | 2010 |
| ---- | ---- | ---- | ---- | ---- | ---- | ---- | ---- | ---- |
| 164  | 139  | 110  | 105  | 102  | 111  | 97   | 96   | 88   |

| 2015 | 2020 | 2022 | - | - | - | - | - | - |
| ---- | ---- | ---- | - | - | - | - | - | - |
| 101  | 95   | 91   | - | - | - | - | - | - |

## Lieux et monuments
- La fontaine Saint-Blanchard, également appelée Saint-Alban, dont la construction remonte à 1878. La mémoire populaire y rapporte que l'eau qui y coule est bonne pour les reins, la fraîcheur du teint et pour soulager les rhumatismes. La légende ajoute que toute femme féconde qui boira de cette eau, se retrouvera enceinte et donnera naissance à un garçon.
- L'église Saint-Martin, du XIIIe siècle[26].
- Les ruines de l'ancienne abbaye, qui se trouvent sur la gauche en descendant sur Villenauxe-la-Grande, fondée sous Clovis Ier roi des Francs. L'église, dont il ne reste que les ruines imposantes date du XIe siècle. Les moines quittèrent l'abbaye en 1674 pour aller à Villenauxe-la-Grande.